# Josef Kohler
Josef Kohler, född 9 mars 1849 i Offenburg, död 3 augusti 1919 i Charlottenburg, var en tysk rättslärd, mot slutet av sitt liv ansedd som Tysklands främste. Bland de runt 2 500 titlar han publicerade, ryms även exkurser inom konsthistoria och diktning, samt en roman. Han var en universalbildad man, och inte minst en tillgiven lärjunge till Hegel.
Från 1870-talet och framåt ägnade Kohler stort intresse åt frågan om immateriella rättigheter och hans patent- och industrirättsliga arbeten fick stor betydelse. Begreppet “geistiges eigentum” (andlig egendom) var redan då etablerat i tyskan och användes inte bara om patent utan även om rätten till litterära och konstnärliga verk. Kohler menade att detta var en felaktig jämförelse med materiell äganderätt. Därför ska han år 1907 ha myntat alternativbegreppet “Immaterialgüterrecht”, vilket snart vann intåg i svensk rättsterminologi som immaterialrätt. Kohlers argument mot att betrakta upphovsrätten som en äganderätt var djupt grundade i hans neohegelianska filosofi.
Kohler blev juris professor i Würzburg 1878 och i Berlin 1888. Hans arbeten omfattade juridik, filosofi, litteraturhistoria och konst. Utöver detta gav han ut ett par diktsamlingar.